# راب راینر
راب رینر (انگلیسی: Rob Reiner؛ زاده ۶ مارس ۱۹۴۷) کارگردان، هنرپیشه و تهیه‌کننده اهل ایالات متحده آمریکا است. وی از سال ۱۹۵۹ میلادی تاکنون مشغول فعالیت بوده‌است.
از فیلم‌هایی که وی در آن نقش داشته‌است، می‌توان به وقتی هری سالی را دید...، همگی در خانواده، گلوله‌ها بر فراز برادوی، گرگ وال استریت، قهرمان کوچک، رنگ‌های بنیادین، شوک و ترس، رئیس‌جمهور آمریکا، اد تی‌وی، مامانو از قطار بنداز پایین، بی‌خواب در سیاتل، اولین باشگاه همسران، آجیل مخلوط، دیکی رابرتس، زمان سگ دیوانه، برای بهتر یا بدتر و داستان ما اشاره کرد.